# Herbert Hahn (Anthroposoph)

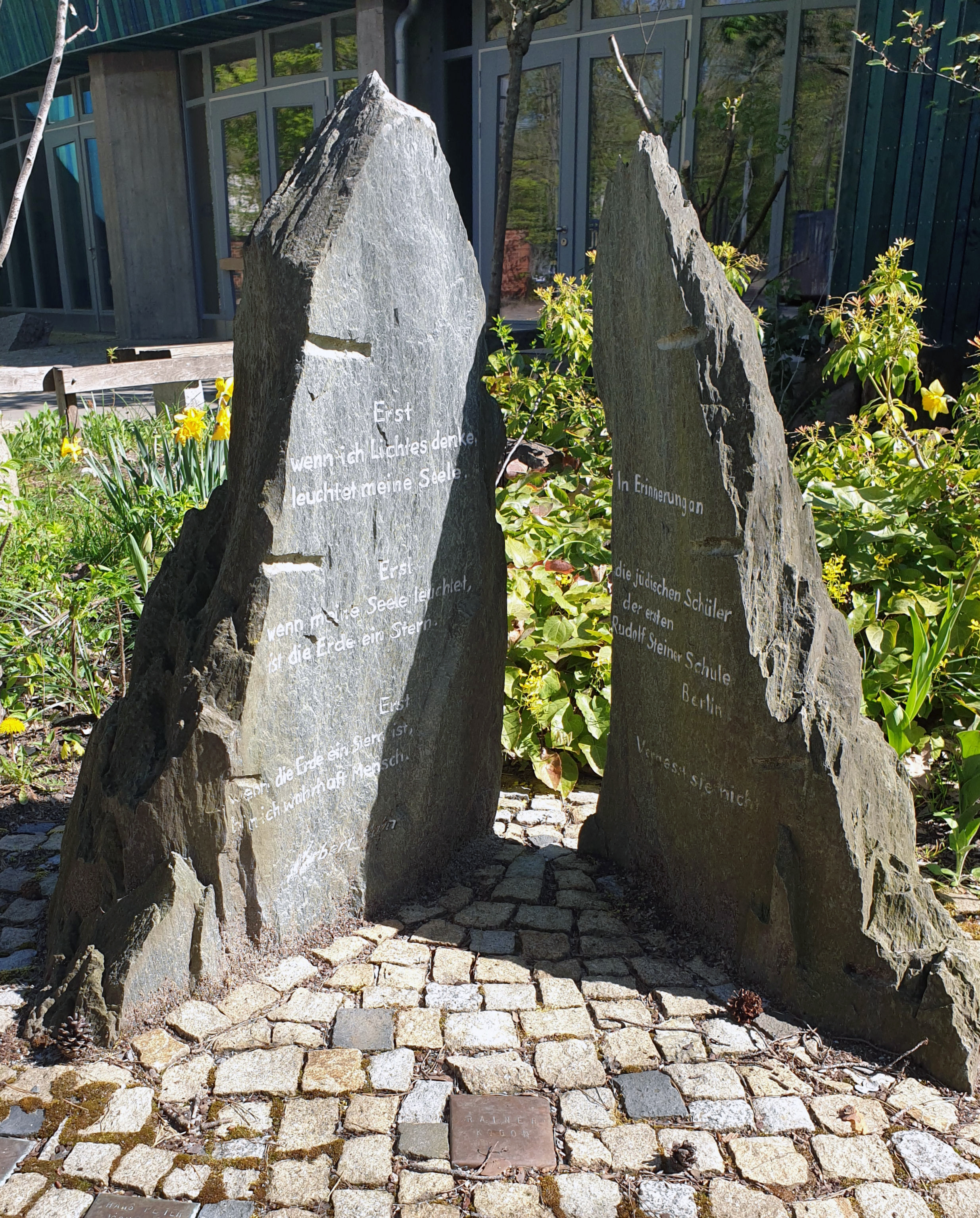
Gedenkstein, Rudolf-Steiner-Schule, Berlin-Dahlem

Herbert Hahn (* 5. Mai 1890 in Pernau, Livland, Russisches Kaiserreich; † 20. Juni 1970 in Stuttgart) war ein deutscher Lehrer und Anthroposoph.

## Leben
Hahn wuchs als fünftes Kind des aus Mecklenburg eingewanderten Stadtgärtners Carl Wilhelm Hahn († 1905) und seiner aus Riga stammenden Frau Pauline in der alten Hansestadt Pernau im damaligen Gouvernement Livland auf. In der Familie wurde deutsch gesprochen, in der Schule estnisch und russisch.
Von 1907 bis 1913 absolvierte er an der Kaiserlichen Universität Dorpat sowie in Heidelberg, Paris und Berlin ein Studium der Philologie, das er 1921 im Nachgang an der Universität Rostock mit der Promotion abschloss. Im Januar 1909 begegnete Hahn erstmals Rudolf Steiner; drei Jahre später trat er der Theosophischen Gesellschaft bei. Nachdem er im Sommer 1912 das russische Lehrerdiplom erhalten hatte, arbeitete er als Französischlehrer an einer Privatschule in Mariupol und legte 1914 in Moskau die Prüfung zum Gymnasiallehrer ab. Im September 1913 heiratete er Emely Hasselbach aus Ladenburg; ihnen wurden bis 1924 vier Söhne geboren. Nach Kriegsausbruch in seinen Sommerferien 1914 in Deutschland wurde er deutscher Staatsangehöriger und leistete ab 1915 als Dolmetscher Kriegsdienst.
Ab 1919 wirkte Hahn an der ersten Waldorfschule in Stuttgart erst als Französischlehrer, dann von 1921 bis 1927 als Klassenlehrer, schließlich als Fachlehrer für Deutsch und Geschichte in der Oberstufe. Durch Steiner mit dem Aufbau und Erteilen des sogenannten „freien christlichen Religionsunterrichts“ (für Kinder ohne konfessionell gebundenen Unterricht) betraut, hielt er 1920 auch die erste „Sonntagshandlung“ ab. Von 1931 bis 1939 unterrichtete er an der Vrije School in Den Haag.
Im Zweiten Weltkrieg wurde er erneut als Dolmetscher eingesetzt und kam dabei nach 25 Jahren wieder nach Russland. 1943 heiratete er seine Lehrerkollegin Maria Uhland (1893–1978). Nach Kriegsende kehrte er an die neugegründete Stuttgarter Waldorfschule zurück, als deren inoffizieller Leiter er fungierte und an der er bis zu seiner Pensionierung 1961 lehrte. Von seinen schriftstellerischen Werken können besonders seine Erinnerungen an Rudolf Steiner und – als Hauptwerk – Vom Genius Europas, seine „Skizze einer anthroposophischen Völkerpsychologie“ (ursprünglicher Untertitel), hervorgehoben werden. Seine 1963 hingeschriebenen „Notizen aus der Erinnerung“ über die Entstehung des esoterischen Jugendkreises 1922 sind im Band „Aus den Inhalten der Esoterischen Stunden – Band-3“ der Rudolf Steiner Gesamtausgabe enthalten.

## Werke
- Ein Meister der Liebe und andere Erzählungen, Legenden, Märchen. Suhrkamp, Stuttgart 1927.
- Wege und Sterne. Gedichte. Orient-Occident, Stuttgart 1928.
- Vom Ernst des Spielens. Eine zeitgemäße Betrachtung über Spielzeug und Spiel. Waldorfschul-Verlag, Stuttgart 1929. (Mellinger, Stuttgart 1988, ISBN 3-88069-032-4)
- Das Erwachen des Geigers und andere Erzählungen von Schicksalsruf, Krankheit und Genesung. Suhrkamp, Stuttgart um 1930. (Mellinger, Stuttgart 1990, ISBN 3-88069-249-1)
- Sonne um Mitternacht. Gedichte und Sprüche. Suhrkamp, Stuttgart o. J.
- Von Elisabeth der Thüringerin, Friedrich, dem Andern und den Rittern. Heitz, Leipzig um 1932.
  - Neuauflage als: Elisabeth von Thüringen. Geering, Dornach 1982, ISBN 3-7235-0335-7.
- Das Heilige Land. Reisebilder und Eindrücke. Urachhaus, Stuttgart 1940. (Mellinger, Stuttgart 1990, ISBN 3-88069-250-5)
- Schritt für Schritt wird Weg gewonnen. Zeugnissprüche und Gedichte. Mellinger, Stuttgart 1952. (2. Auflage. 1985, ISBN 3-88069-015-4)
- Seltsame Jahrmarktleute. Legendäre Erzählung. Mellinger, Stuttgart 1955. (3. Auflage. 1989, ISBN 3-88069-186-X)
- Das goldene Kästchen. Erzählungen – Legenden – Märchen. Mellinger, Stuttgart 1958. (4. Auflage. 1989, ISBN 3-88069-033-2)
- Der Unvollendete. Skizze eines Geistesbildes von Friedrich Schiller. Mellinger, Stuttgart 1959.
- Von den Quellkräften der Seele. Zur religiösen Unterweisung der Jugend. Natura, Arlesheim 1959. (Mellinger, Stuttgart 1990, ISBN 3-88069-150-9)
- Rudolf Steiner, wie ich ihn sah und erlebte. Freies Geistesleben, Stuttgart 1961. (Mellinger, Stuttgart 1990, ISBN 3-88069-247-5)
- Vom Genius Europas. Wesensbilder von zwölf europäischen Völkern, Ländern, Sprachen. 2 Bände. Freies Geistesleben, Stuttgart 1963/64. (Neuausgabe in 4 Taschenbuch-Bänden 1992)
- Der Lebenslauf als Kunstwerk. Rhythmen, Leitmotive, Gesetze in gegenübergestellten Biographien. Freies Geistesleben, Stuttgart 1966.
- Un’ anima cantava – eine Seele sang. Begegnungen mit Beniamino Gigli. Mellinger, Stuttgart 1966.
- Der Weg, der mich führte. Lebenserinnerungen. Freies Geistesleben, Stuttgart 1969.
- Sonne im Tautropfen. Beiträge zur Diätetik der Seele. Mellinger, Stuttgart 1990, ISBN 3-88069-256-4.